# Бензики (Шосткинский район)
Бензи́ки (укр. Бензики) — село, Тимановский сельский совет, Шосткинский район, Сумская область, Украина.
Код КОАТУУ — 5925386803. Население по переписи 2001 года составляло 26 человек.

## Географическое положение
Село Бензики находится в большом лесном массиве урочище Большой Бор (сосна).
Село состоит из двух частей, разнесённых на 2 км. Рядом с селом расположено большое торфяное болото.